# Епархия Мелипильи
Епархия Мелипильи (лат. Dioecesis Melipillensis) — епархия Римско-Католической церкви c центром в городе Мелипилья, Чили. Епархия Мелипильи входит в митрополию Сантьяго-де-Чили. Кафедральным собором епархии Мелипильи является Собор святого Иосифа.

## История
4 апреля 1991 года Римский папа Иоанн Павел II выпустил буллу Quo Aptius, которым учредил епархии Мелипильи, выделив её из архиепархии Сантьяго-де-Чили.

## Ординарии епархии
- епископ Pablo Lizama Riquelme (1991—1999)
- епископ Enrique Troncoso Troncoso (2000 — 7.03.2014)
- епископ Cristián Contreras Villarroel (7.03.2014 — по настоящее время)

## Источник
- Annuario Pontificio, Libreria Editrice Vaticana, Città del Vaticano, 2003, ISBN 88-209-7422-3
- Бреве Quo Aptius, AAS 83 (1991), стр. 636  (лат.)